# Árboles Sin Fronteras
Árboles Sin Fronteras es una ONG dedicada a proteger el medio ambiente. Fundada en Avellaneda, Buenos Aires, Argentina el 2 de mayo de 2010. Se encarga de brindar educación ambiental y de reforestar sectores con árboles autóctonos pertenecientes a cada región. Desde septiembre de 2013 se halla arraigada fuertemente en Guayaquil. Su principal campaña es Plantemos 100 000 Árboles Autóctonos, con el fin de restaurar la huella de carbono en la tierra.

## Historia
Fundada en las afueras de Buenos Aires, bajo la dirección de Manuel Szwarc, argentino de nacimiento. Se extendió a Ecuador donde actualmente la ONG realiza campañas comunitarias a favor del medio ambiente en la ciudad de Guayaquil. Natalia Roca Pogo es quien organiza actualmente las labores que se realizan bajo el nombre de esta organización.

## Proyectos en Guayaquil
En el 2013 se realizó una labor conjunta con la Escuela Superior Politécnica del Litoral contribuyendo a la reforestación de árboles autóctonos y educación ecológica a voluntarios.
Reforestan y recolectan semillas de árboles nativos y mantienen un programa de “padrinos”, que cuidan la planta hasta que logre cierta altura y pueda ser sembrada. Además dictan charlas de conciencia ecológica o de germinado.
El 2016 se formó una unión con la Universidad Santa María para reforestar determinadas áreas circundantes a la universidad.
En el 2019 voluntariado de la Universidad Agraria del Ecuador contribuyeron a la reforestación organizada por Árboles Sin Fronteras.

## Activismo político
En el 2015 en Ecuador se levantó un polémico edificio a faldas del cerro paraíso que fue vinculado indirectamente a Jorge Glas. El proyecto se trató de un exclusivo conjunto de por lo menos seis torres. Está previsto levantar en el sitio 30 unidades de vivienda, entre bloques de departamentos y casas. Fue criticado por los medios nacionales e intervenido por diversas fundaciones pro ambiente locales como Cerros Vivos, Árboles Sin Fronteras, entre otras. Actualmente mantiene diálogos con la Municipalidad de Guayaquil para gestionar el arbolado urbano de la ciudad.